# California Dreamin'
"California Dreamin'" är en av gruppen The Mamas and the Papas största hits, utgiven första gången 1965. Låten kom på åttionionde (89) plats på Rolling Stone's lista över de 500 bästa låtarna genom tiderna.

## Historia
"California Dreamin'" skrevs 1963 av John och Michelle Phillips när de bodde i New York, och baserades på Michelles hemlängtan till Kalifornien. Vid tidpunkten för låtens tillkomst var de medlemmar i folkmusiksånggruppen The New Journeymen som senare skulle ändra namn till The Mamas and the Papas.
De fick sitt första skivkontrakt efter att ha blivit presenterade för Lou Adler, chefen för Dunhill Records, av sångaren Barry McGuire. Tack vare Adler fick de sjunga med på "California Dreamin'" på McGuire's album This Precious Time. The Mamas and the Papas spelade in sin egen version 1965. I USA låg den på Billboardlistan i 17 veckor och nådde som bäst en fjärde placering. I Storbritannien låg den 9 veckor på singellistan och nådde som bäst en tjugotredje (23) plats. I Sverige kom den inte in på någon lista. McGuire påstod senare att man kan höra hans röst på den inspelningen.

## Covers
- Amason -  California Airport Love, EP 2016
- America - Spelad på deras livespelningar. Dewey Bunnell sjöng förstastämman och Gerry Beckley sjöng i bakgrunden.
- American Idol Säsong 1, tävlande.
- Jann Arden - Uncover Me, album från 2007.
- Beach Boys - två coverversioner. Den ena släpptes på en Radio Shack-samplingskassett och den andra togs med på CD:n Made in The USA (1986.
- The Carpenters - raspig demoversion tidigt i deras karriär. Finns med på deras Gold-samling.
- DJ Sammy - finns med på hans album Heaven från (2002).
- José Feliciano - finns med på albumet Feliciano! (1968) samt som b-sida till hans singel "Light My Fire".
- The Flashbulb - albumet Kirlian Selections.
- The Four Tops
- Eddie Hazel från Funkadelic-albumet Game, Dames and Guitar Thangs som ett gitarr-jam.
- Hi-Standard - japansk punk, släppt som EP 1997.
- Queen Latifah - albumet The Dana Owens Album från 2004.
- The Lettermen - albumet I Have Dreamed från 1969.
- Mower - heavy metal, albumet Not For You (2006.
- John Phillips - solo, akustisk version, andrastämman på spanska.
- River City People - 1990.
- The Ventures - en instrumental version på albumet Go With The Ventures från 1966.
- Bobby Womack - R&B-cover från 1968.
- Arvingarna - på deras album Underbart från 2009.

## Användande i andra media och reklamsammanhang

### Film och TV
- Chungking Express (1994).
- Congo.
- Dragon: The Bruce Lee Story.
- Forrest Gump.
- He Died with a Felafel in His Hand.
- The Hills Have Eyes, remaken från 2006.
- I en episod av Jackass.
- Första avsnittet av Papa.
- Var ledmotivet till det japanska dramat Yume no California (Kaliforniendrömmar) (2001).
- Tango Feroz, Argentina.
- Fish Tank
- Californication
- San Andreas (2015).

### Videospel
- FPS Men of Valor.
- O2jam.